# Joel Roberts Poinsett
Joel Roberts Poinsett (2 de marzo de 1779-12 de diciembre de 1851) fue un botánico y estadista estadounidense. Fue miembro de la Cámara de Representantes de los Estados Unidos, el primer enviado extraordinario y ministro plenipotenciario en México (no se nombró un embajador para México hasta 1896). Secretario de Guerra en la presidencia de Martin Van Buren y cofundador del Instituto Nacional para la promoción de las Ciencias (organismo predecesor del Instituto Smithsoniano), en su honor se nombró el Condado de Poinsett y la poinsetia, flor originaria de México conocida como flor de Nochebuena, asociada con la Navidad.

## Datos biográficos
Nacido en 1779 en Charleston, Carolina del Sur, hijo de Elisha Poinsett y Ann Richards, fue educado en Connecticut y Europa, donde inició estudios de leyes y medicina, que abandonó. Sirvió como “agente especial” en los países de América del Sur desde 1810 a 1814 (fue enviado allí por el presidente James Madison en 1809 para investigar las posibilidades de los revolucionarios en su lucha por la independencia de España), participando en la Guerra de Independencia de Chile, en el ejército chileno al mando del general José Miguel Carrera Verdugo, del cual fue amigo personal.[cita requerida]
Volvió a su casa de Carolina del Sur en 1815. Se presentó a las elecciones allí y sirvió en la legislatura estatal de Carolina del Sur de 1816 a 1820 así como en el Comité de Obras Públicas de Carolina del Sur de 1818 a 1820. Desde 1821 a 1826 representó a Carolina del Sur en la cámara baja del Congreso de los Estados Unidos. Simultáneamente ejerció como enviado especial en México desde 1822 a 1823 siendo el primero en ser nombrado ministro estadounidense en México en 1825. Se vio implicado en los tumultos políticos del país hasta su vuelta en 1830. 
Fue durante aquella época cuando visitó el área del sur de México llamada Taxco de Alarcón y entró en contacto con la flor  de Nochebuena o flor de Navidad, más tarde llamada en los Estados Unidos como poinsettia. Los mexicas se referían a esta planta, descrita en el libro XI del Códice Florentino, que florecía en invierno, como cuetlaxochitl, y su nombre científico es Euphorbia pulcherrima. Debido a su belleza, el ministro Poinsett tuvo a bien adjudicarle su propio nombre.

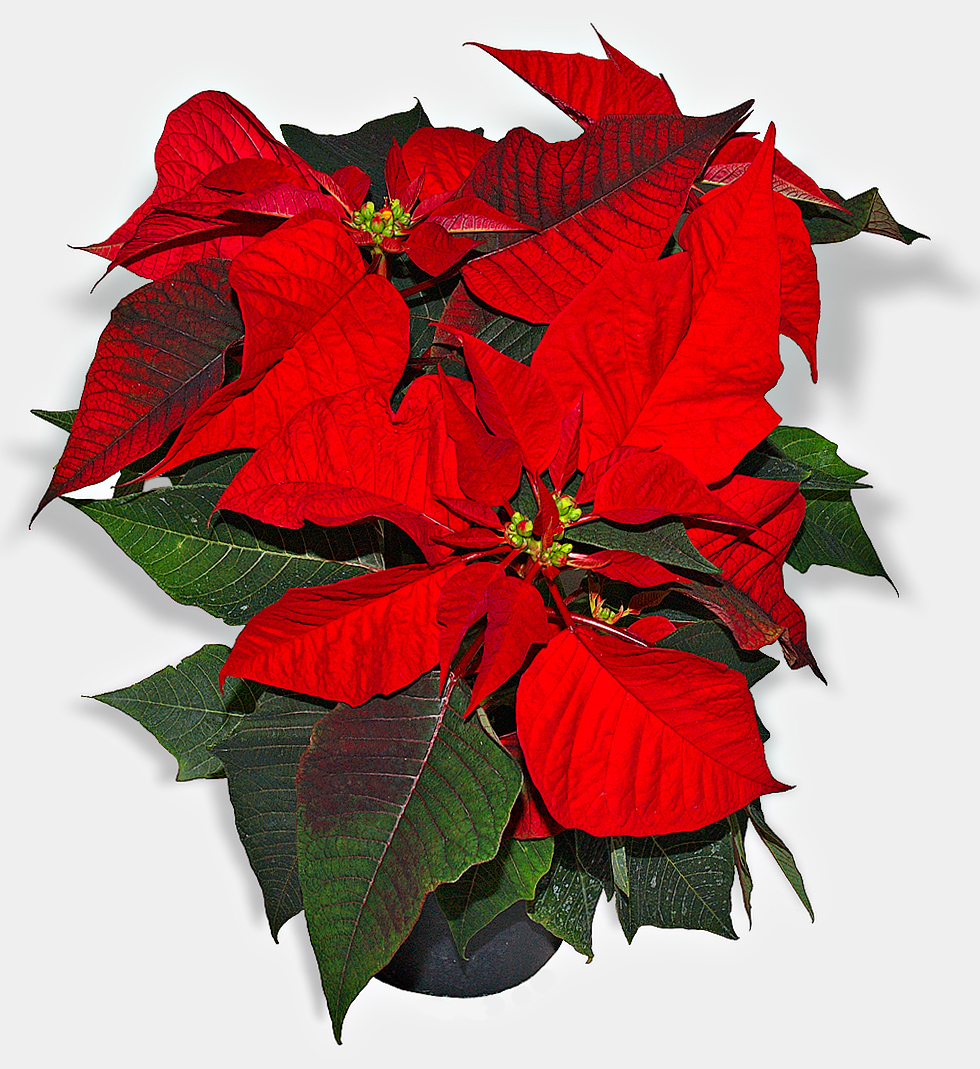
Nochebuena, conocida en los Estados Unidos y en otras partes del mundo como poinsettia.

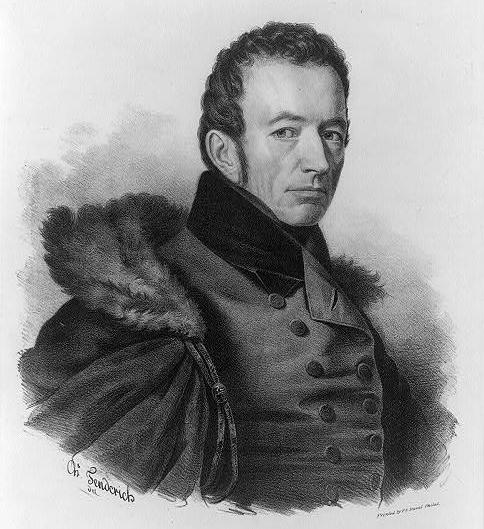
Retrato de J.R. Poinsett

En 1830, Poinsett volvió a Carolina del Sur para propugnar la causa unionista en disputas de nulificación y para ejercer un cargo en la legislatura estatal de Carolina del Sur desde 1830 hasta 1831. Estuvo dedicado a estos asuntos hasta 1833, cuando se casó con Mary Izard Pringle.
Poinsett ejerció como Secretario de Guerra desde el 7 de marzo de 1837 hasta el 5 de marzo de 1841, y durante su presidencia se continuó la eliminación de los amerindios del oeste del río Misisipi, se produjeron las Guerras semínolas y se redujo la fragmentación del ejército concentrando elementos en posiciones cercanas. Finalmente se retiró a su plantación en Georgetown, Carolina del Sur, en 1841.
Fue cofundador, en 1840, del Instituto Nacional para la Promoción de la Ciencia y de las Artes Útiles (“National Institute for the Promotion of Science and the Useful Arts”), un grupo de políticos que abogaban por el uso del “Smithson bequest” para un museo nacional que albergaría reliquias del condado y sus líderes, y celebraría los avances de la tecnología estadounidense. El grupo no consiguió sus objetivos, pues otro grupo deseaba que fueran científicos y no políticos los que liderasen lo que acabaría siendo el Instituto Smithsoniano.[cita requerida]
Murió cerca de Stateburg, Carolina del Sur, en 1851, y está enterrado en la iglesia del Holy Cross Episcopal Cemetery.[cita requerida]

## Agente especial en México
A pesar de que Estados Unidos ya había designado agentes para el Virreinato de la Nueva España, Poinsett sería el primer agente especial designado a México como nación independiente por parte del gobierno de Estados Unidos. Sin embargo, las relaciones de las autoridades virreinales con los anteriores agentes no fueron satisfactorias.
Se tenían antecedentes de espionaje e injerencia de Estados Unidos en asuntos políticos del Virreinato de la Nueva España; tal es el caso de William Shaler, quien además de ser un agente especial de México  que colaboró con los insurgentes, y de que entre sus planes visualizaba como objetivo la anexión de Texas a territorio estadounidense, también reclutó filibusteros norteamericanos en Luisiana para la Expedición de Gutiérrez-Magee, la cual fracasó totalmente, derrotada por los realistas Joaquín de Arredondo e Ignacio Elizondo. En consecuencia, quedaba estrictamente prohibida la entrada de cualquier estadounidense a la provincia novohispana de Texas. La relación con Estados Unidos en México como nación independiente se establecería a finales de 1822, al poco tiempo de consumarse la independencia. Ese año, Poinsett ya había regresado de América del Sur, y esta vez sería enviado por James Monroe a México con el objetivo de analizar y persuadir al gobierno imperial y proponerle que le vendiera una gran cantidad de los estados que  entonces formaban parte del norte del Primer Imperio Mexicano.
Poinsett tenía grandes ambiciones expansionistas y un fuerte nacionalismo. Partidario de la doctrina Monroe, estaba convencido de que el republicanismo era la forma de gobierno que debería establecerse en todo el continente, y trató de influir en diversos círculos sobre el gobierno de Agustín de Iturbide, que comenzaba a mostrar signos de divisionismo. Creía que el Imperio Mexicano no prosperaría y que estaba a punto de caer.
Intentó convencer al ministro de exterior, Juan Francisco de Azcárate, de la venta a los Estados Unidos de los territorios norteños de Texas, Nuevo México, Alta y Baja California, Sonora (incluía parte de Arizona y la Mesilla), Coahuila y Nuevo León.
Tras fracasar en su intento por adquirir nuevos territorios para Estados Unidos, escribió un libro, titulado "Notes on Mexico", donde hace un completo resumen de la situación política, geográfica y social del Primer Imperio Mexicano.

## Padre de la logia yorkina en México
A Poinsett se le relaciona además con la introducción del Rito de York en el sistema político mexicano, incluso lograría convencer de que personajes como el presidente Guadalupe Victoria, Vicente Guerrero y Lorenzo de Zavala (quien más tarde participaría en contra del gobierno en la Revolución de Texas) se volvieran masones de la logia yorkina, y aconsejó al gobierno mexicano de permitir la entrada de colonos a Texas debido a su escasa población. Hasta entonces, este permiso solo se lo había sido otorgado a Moses Austin el gobierno de Iturbide.
En 1825, Poinsett volvería nuevamente a México; al poco tiempo surgió el Rito Nacional Mexicano, que sería una representación de la logia yorkina en México, que rápidamente se convirtió en un partido político que estaría fuertemente en conflicto con sus rivales, los escoceses, quienes favorecían la monarquía, la aristocracia y la iglesia. Los masones de la logia yorkina fueron fundamentales en el derrocamiento de Agustín de Iturbide en 1823.
Nicolás Bravo, entonces vicepresidente, y a quien se le relaciona con la logia escocesa, denunció en 1827 la intromisión de Poinsett en asuntos de la nación y exigió al Congreso Mexicano que fuera expulsado del país, promulgando el Plan de Montaño, cuyo tercer artículo mencionaba abiertamente la influencia de la logia yorkina y de Poinsett en los asuntos políticos del país. Sin embargo, su expulsión no logró concretarse, puesto que Vicente Guerrero, de la logia yorkina, se haría con la presidencia y expulsaría a Nicolás Bravo.

«En esta sazón apareció Poinsett con el depravado designio de fomentar la desunión, no sólo entre los mexicanos y españoles, sino entre los mismos mexicanos, diseminó a todos sus agentes por toda la República, que correspondieron exactamente a su misión, sembrando la discordia entre hermanos. Nuestra República era entonces la imagen del infierno, pues todos se hostilizaron sin piedad; logró por fin, no sólo dividirnos para que su misión sacase todo el partido posible de nuestra desunión, desmembrándose la integridad de nuestra República, sino que se diese la ley de expulsión de españoles, para que emigrando a Norteamérica con sus inmensos capitales, aumentasen la riqueza de su nación...»
Carlos María de Bustamante, político e historiador del siglo XIX.

Esto generó un caos y división en el país en los años venideros, puesto que en los yorkinos se respiraba un fuerte antihispanismo y veían a la logia escocesa con un fuerte resentimiento y como promotores de la monarquía y una fuerte asociación al catolicismo. Esta división generó incluso conflictos armados como la rebelión de Veracruz, que a su vez condujo a más divisiones internas dentro del partido yorkino, surgiendo los yorkinos federalistas o moderados y los yorkinos radicales. En 1830, tras un golpe de Estado, el yorkino radical Vicente Guerrero sería derrocado, y esto obligaría a Poinsett a abandonar de manera definitiva el país, luego de que el año anterior el mismo Poinsett había colaborado para que los yorkinos radicales quitaran de la presidencia al yorkino federalista Manuel Gómez Pedraza.